# Trinculo (måne)
Trinculo er en af planeten Uranus' måner: Den blev opdaget den 13. august 2001 af Matthew J. Holman, John J. Kavelaars og Dan Milisavljevic, og fik lige efter opdagelsen den midlertidige betegnelse S/2001 U 1. Senere har den Internationale Astronomiske Union vedtaget at opkalde den efter narren Trinculo fra William Shakespeares skuespil Stormen. 
Månen Trinculo kendes desuden også under betegnelsen Uranus XXI (XXI er romertallet for 21).
| Naturvidenskab | Spire Denne naturvidenskabsartikel er en spire som bør udbygges. Du er velkommen til at hjælpe Wikipedia ved at udvide den. |